# Troy (Karolina Północna)
Troy – miasto w Stanach Zjednoczonych, w stanie Karolina Północna, w hrabstwie Montgomery.